# James Chrisman
James Stone Chrisman (* 14. September 1818 in Monticello, Wayne County, Kentucky; † 29. Juli 1881 ebenda) war ein US-amerikanischer Politiker. Zwischen 1853 und 1855 vertrat er den Bundesstaat Kentucky im US-Repräsentantenhaus.

## Werdegang
James Chrisman besuchte die öffentlichen Schulen seiner Heimat. Danach betätigte er sich zunächst in der Landwirtschaft. Nach einem anschließenden Jurastudium und seiner 1849 erfolgten Zulassung als Rechtsanwalt begann er in Monticello in diesem Beruf zu arbeiten. Politisch wurde er Mitglied der Demokratischen Partei. In den Jahren 1845 und 1847 kandidierte er erfolglos für das Repräsentantenhaus von Kentucky. 1849 war er Delegierter auf einer Versammlung zur Ṻberarbeitung der Staatsverfassung.
Bei den Kongresswahlen des Jahres 1852 wurde Chrisman im vierten Wahlbezirk von Kentucky in das US-Repräsentantenhaus in Washington, D.C. gewählt, wo er am 4. März 1853 die Nachfolge von William Thomas Ward antrat. Da er bei den Wahlen des Jahres 1854 gegen Albert G. Talbott verlor, konnte er bis zum 3. März 1855 nur eine Legislaturperiode im Kongress absolvieren. Diese war von den Diskussionen um die Sklaverei im Vorfeld des Bürgerkrieges geprägt.
Im Jahr 1858 bewarb er sich um die Rückkehr in den Kongress, unterlag aber William Clayton Anderson. Auch ein Wahleinspruch blieb erfolglos. Zwischen 1862 und 1865 war Chrisman Abgeordneter im Konföderiertenkongress. Später gehörte er zwischen 1869 und 1871 dem Repräsentantenhaus von Kentucky an. In den folgenden Jahren praktizierte er wieder als Anwalt in Monticello. Dort ist er am 29. Juli 1881 auch verstorben.